# Poné a Francella
Poné a Francella fue un programa de televisión argentino semanal y humorístico conducido y protagonizado por Guillermo Francella, el cual se transmitió en dos temporadas, durante el 2001 y el 2002.

## Historia
El programa comenzó a transmitirse el miércoles 4 de abril de 2001, finalizando el miércoles 26 de diciembre del mismo año, a través de la cadena Telefé. Se emitía durante el llamado horario estelar (los miércoles a las 21 durante la primera temporada, y los sábados a las 22 durante la segunda). Estaba protagonizado por el actor y comediante Guillermo Francella (quien da nombre al programa).
El programa fue muy popular (logrando un promedio de 19.7 puntos de índice de audiencia en su debut) hasta tal punto que se grabó también una segunda temporada, la cual comenzó el sábado 11 de mayo del 2002, que terminaría el sábado 28 de diciembre de ese año. Durante la segunda temporada, se incorporarían otras secuencias y nuevos personajes, como Enrique, el antiguo. En la última emisión, las secuencias primarias tuvieron una conclusión; por ejemplo, Enrique se actualizó y dejó de ser antiguo, pero tiempo después tuvo un hijo que heredó sus cualidades anticuadas.
Durante el 2006 se había especulado con una tercera temporada, pero las grabaciones en otras series por parte de muchos de los actores impidió que se llevara a cabo el proyecto, sumado a que Telefé había optado por realizar una segunda temporada de Casados con hijos.

### Repeticiones
El programa se repitió durante los años siguientes hasta el 2006, en diferentes horarios del domingo, con el nombre Los domingos, Poné a Francella.
Entre el lunes 4 de enero y el viernes 26 de febrero de 2010, a las 14:00 hs, Telefe repitió el programa, pero con episodios que no habían salido al aire durante las repeticiones de 2004-2006.
El domingo 6 de enero de 2013, Telefe comenzó nuevamente las repeticiones del programa. Esta vez la serie tiene un cambio total de gráficos, zócalos y presentación, y además combinando en cada repetición secuencias tanto de la primera como de la segunda temporada. Hasta el domingo 28 de abril de 2013, el programa se terminó de repetir todos los días, pasando a emitirse solo los días lunes y viernes. El viernes 17 de mayo de 2013, fue la última repetición del programa, debido a que el canal decidió emitir nuevos programas en el horario. Durante los más de 4 meses que duraron las repeticiones, el programa inicialmente se emitió de domingos a viernes, pasando por diferentes horarios (21:00 h., 21:15 h., 21:30 h. y 22:00 h.) y cuando se comenzó a emitir solo los días lunes y viernes, se emitió en el horario de las 21:00 h.
El sábado 28 de diciembre de 2024, a las 22:15 h., Telefe volvió a repetir el programa con motivo de los 35 años del canal, nuevamente mezclando secuencias de las dos temporadas. Pero su última emisión fue el sábado 18 de enero y 4 días después el canal decidió levantarlo en menos de un mes, luego de polémicas y controversias por los estereotipos y vocabularios que se utilizaban y que la época no era la más adecuada para volver a emitirse.
En todas las repeticiones, el programa no fue transmitido en forma completa, sino que se transmiten solo los sketchs del mismo.

## Descripción del programa
El programa se dividía en secuencias de temática diversa, en que Francella interpretaba personajes diferentes, la mayoría rematando normalmente con una frase característica de esa secuencia. Hubo "secuencias primarias", las cuales funcionaban como una sitcom de muchos mini-episodios, y que se encargaban de llevar el peso de cada una de las temporadas. También se incluyeron secuencias secundarias, las cuales eran sketchs que tenían menor duración y que no tuvieron tantos capítulos como las primarias; además en ocasiones se realizaban secuencias de un sketch/capítulo único, ya fuese usando como base algún chiste popular, o basados en un guion original.

### Secuencias primarias

#### Primera temporada
- La Nena: Muestra las vicisitudes de Arturo Petrocelli, quien está casado con Eleonora (Mariana Briski), pero que se enamoró de Julieta July Taboada (Julieta Prandi), compañera de colegio de la hija de Arturo, Laura (Florencia Peña). July también está enamorada de Arturo, pero nunca llega a concretarse el idilio, pues siempre son pillados o casi pillados por Eleonora, Laura, el padre de July (Gabriel Goity) o alguna otra persona "inoportuna". Los personajes aleatorios del sketch (amigo de Julieta, réferi de box, encargado de bar de estríperes, DJ y otros), eran interpretados por René Bertrand. Frase: «¡Si es una nenaaa!»[2]
- Sambucetti: Pascual Sambucetti es un introvertido y tímido contador que es acosado constantemente por su joven jefa, la Señora De Robles (Florencia Peña), quien desea tener una aventura con él, pero siempre fracasa y como está enamorada de él nunca lo despide. Frase: «Gracias a Dios no perdí el trabajo.»
- Ojitos azules: Secuencia en la que Guillermo Francella interpreta a Roberto Parodi, un hombre que trabaja de vendedor en un local de ropa y posteriormente en una venta de automóviles. Roberto es acosado por un cliente gay llamado Patricio Lacroix "Pato" (Gabriel Goity), que está enamorado de él. Frase de Gabriel Goity: «¡Nos veeemos, ojitos azuuuules!». Nota: esta es la única secuencia donde Francella no es el protagonista sino otro miembro del elenco.
- El masajista: Secuencia en la que interpretaba a Fernando, un quiropráctico (aunque dice tener diferentes especialidades) que se enamora de la mayoría de sus clientas. Frase ocasional: «¡Es la vocación de servicio!»
- El psicólogo: Rodolfo es un psicólogo que, durante la 1.ª etapa de la temporada tiene como principales clientes a un matrimonio donde el marido Ricardo (Gabriel Goity) engañaba a su mujer Patricia (Silvina Bosco), generalmente con su secretaria "Marita" (Ana Paula Dutil); el psicólogo defendía a Ricardo inventándole excusas tontas a Patricia. Durante la 2.ª etapa de la temporada, luego de la salida de Silvina Bosco y otros miembros del elenco, tiene diferentes "famosos" como clientes. Frase: «¡Necesita terapia... total!»
- Los monjes: Trata las aventuras y vivencias del "Hermano Guillermo" y sus compañeros de monasterio.
- Abelardo: Secuencia donde hace de Abelardo, cuya esposa Clarita (Florencia Peña) y suegra Amelia (Carmen Vallejo) son muy dominadoras, celosas y sobreprotectoras con él. Abelardo se enamora de Paula (Ana Paula Dutil), que para poder verse con ella, pide ayuda a sus compañeros de trabajo Pepe (Toti Ciliberto) y Carlitos (Gabriel Goity), para evitar que su suegra y su esposa arruinen la cita. Los  personajes aleatorios del sketch (representante de modelo, fotógrafo, mozo, médico, etc.), eran interpretados por René Bertrand. Frase: «No era para mí.»

#### Segunda temporada
Estas secuencias tuvieron un final definido, contrario a las secuencias primarias de la primera temporada o las secundarias de ambas.
- Cuñados: secuencia en que interpreta a Rafael "Rafa" Campuzano, un hombre casado con Alejandra (Cecilia Milone). Su socio de trabajo y mejor amigo Mauricio Alcalá (Gabriel Goity), luego de la pérdida de su apartamento, se va a vivir temporalmente a la casa de Rafa junto su esposa Patricia (Andrea Frigerio), quien a su vez es hermana de Alejandra. Durante la estancia de Mauricio y Patricia en la casa, Rafa se vuelve amante de Patricia, mientras Mauricio se hace amante de la mucama de la casa Eloísa "Elo" (Florencia Peña), quien a su vez esta de novia con el verdulero del barrio Fito (René Bertrand); además, Alejandra se hace amante de su entrenador personal Peter (Manuel Wirzt). Frase: «¡…mi cuñada!». NOTA: la frase fue utilizada hasta ya algo avanzado sketch, y siempre el inicio de la frase era relacionado con lo que sucedía durante el capítulo.
- Enrique, el antiguo: un personaje que cree vivir en los años 1970, lo cual se percibe por la jerga que utiliza para comunicarse, la música que escucha, las cosas que compra, y porque aparece en blanco y negro, entre otras cosas. Con la ayuda de sus dos mejores amigos, Guido (Gabriel Goity) y Juanchi (Manuel Wirzt), trata de conquistar a Susana "La Negra" Barros (Cecilia Milone) que aun sostiene un vínculo de amistad con su exnovio Álex (René Bertrand). Frase: «¡Me está cachando, me está cachando!».
- No es lo que parece: Marcos es un restaurador de arte, que en cuanto fue echado de su casa por su mujer Marita (Andrea Frigerio), se instala en la casa de su mejor amigo Julio (Gabriel Goity), quien tiene por pareja a Nicanor "Latoya "(Manuel Wirzt). Allí, se hace pasar por gay para acercarse a una chica llamada Carolina "Campanita" (Luciana Salazar), vecina de sus amigos y quien recién viene de separarse. Y debe sortear a un Portero muy entrometido (René Bertrand). Frase: «¡Ojo, que no es lo que parece!».
- Cuidado, hospital: Único sketch donde en todos los capítulos participa la totalidad del elenco estable. Secuencia donde interpreta a "Dr. Guillermo Ramasco", quien trabaja en un hospital donde todos están locos. Ramasco durante su travesía se enamora de Verónica (Claudia Albertario), pero su padre y director del hospital "Demetrio" (Gabriel Goity) lo atormenta para que no estén juntos. Frase: «¡Me van a enfermar, me van a enfermar!».
- Sambucetti: para la 2.ª temporada, Pascual Sambucetti, tras ser despedido de Cerámicas Del Sur, al no encontrar trabajo como contador, toma trabajos temporales los cuales siempre terminan realizándose casualmente en la oficina de la Sra. De Roble (Florencia Peña), quien al enterarse de su presencia en el lugar, inicia nuevamente con el acoso hacia Sambucetti. Frase: «No se olvide de darme el trabajo» (frase que va modificando conforme al avance del sketch).

### Secuencias secundarias

#### Primera temporada
Éstas secuencias tenían menor duración y no tenían tantos capítulos como los anteriores.
- El Apostador: un jugador compulsivo de ruleta (Gabriel Goity) quien nunca gana nada, ya sea por mala suerte o por mano del manejador de la mesa (Francella). Frase: «No sabe perder».
- El Almacén: un almacenero que es asaltado siempre por el mismo ladrón, además pasaban por ese almacén personajes conocidos del momento.
- El Hincha: Horacio, un aficionado de Racing que lleva al estadio a su esposa Marcela (Mariana Briski) quien no sabe nada de fútbol, y sus preguntas y comentarios exasperan a los demás aficionados. Frase: «¡¿Para que la habré traído?!».
- El Noticiero: un noticiero que tiene un índice de audiencia muy bajo contrata a una modelo (Ana Paula Dutil) para levantarlo, la cual no sabe nada de televisión ni de periodismo ni de actualidad.
- El Taxista: un taxista que habla de más con los clientes hasta desesperarlos. Frase: «Qué lástima!… Estaba linda la charla».
- El Sauna: amigos que se cuentan anécdotas en un sauna.
- El Político: Juan Pablo (Francella) es un asesor de imagen que trata (sin éxito) de levantar la imagen del Dr. Mariano Gutiérrez (Roberto Carnaghi), un político muy torpe y despistado que trata de buscar votos para ser senador.

#### Segunda temporada
- Día de furia: muestra las aventuras de Alfonso Linares, un hombre que se enoja fácilmente cuando las cosas no salen como él las planea. Frase: «¡Quiero… [lo que intentaba hacer]!».
- El cajero: sobre un cajero automático que no funcionaba. Siempre junto a (René Bertrand).
- Aspirina: dos farmacéuticos (Francella y René Bertrand) malentienden el pedido de sus clientes.
- El traductor: Víctor (Francella) es un profesional que ayuda a una mujer llamada Griselda (Cecilia Milone) a entender lo que en realidad quiere decir su novio Rolando (Manuel Wirzt) cuando le habla; todas las traducciones tienen índole sexual. Frase: «¡Soy un justiciero! Siempre defiendo a las mujeres».
- Mujeriego en apuros: Mauro Tafareli (Francella) es un mujeriego que lo conocen en todos lados e inventa excusas tontas para que su mujer (Cecilia Milone) le crea que es un buen hombre, a pesar de que siempre lo delatan. Frase: «Mira que trajo locas, pero como ésta, ¡NINGUNA!» (dicha por otro miembro del elenco) (Gabriel Goity o René Bertrand).
- Oídos en la noche: un programa de radio para nada serio, donde los conductores pasan burlándose de los oyentes. Personal radio: (René Bertrand, Florencia Peña, Manuel Wirzt y Gabriel Goity).
- El plomo: un señor que tiene facilidad para expresarse, entabla conversaciones en los lugares a los que va en las que no para de hablar, irritando a los demás (muy similar a "El Taxista" de la primera temporada). Frase: «Qué lástima!… Estaba linda la charla».
- Mujeres: situaciones comunes e "incomprensibles" que viven las mujeres cuando están en grupo.
- Padres Modernos: unos padres (Cecilia Milone y Guillermo Francella) tratan ser complacientes con sus hijos. (Florencia Peña), familiares y amigos (René Bertrand), en situaciones que ellos piensan que son de índole sexual.
- Sofía: Sofía Quintana Ascuenaga (Cecilia Milone) es una chica que sale con Diego (Gabriel Goity), quien suele pasarla algo mal en sus citas debido a las malas y raras costumbres de ella.
- Cielo e infierno: Marcelo Beltramo (Francella) es un político que, luego de muerto, sufre por no poder ingresar al cielo. Frase: «¡Con mi propia medicina no!».
- ¡Llame Ya!: es una parodia a los infocomerciales guiado por Jennifer Austin (Florencia Peña), y con la ayuda demostrativa de Tony (Manuel Wirzt).

## Trama del elenco
Aunque el actor más importante era Guillermo Francella, los demás actores que han tomado parte del programa colaboraron en hacerlo muy popular; por ejemplo, Florencia Peña, quien ganó reconocimiento gracias a su participación y que también trabajó junto a Francella en Casados con hijos, o el actor René Bertrand quien a partir de su labor en este ciclo se posicionó como uno de los actores "fetiches" de Gerardo Sofovich. Además, el programa sirvió como salto a la fama para las modelos Julieta Prandi y Luciana Salazar, y consagró con el reconocimiento popular a las modelos Claudia Albertario y Pamela David.

## Participaciones especiales e invitados
También en algunos episodios de las 2 temporadas, contó con muchas participaciones especiales, invitados y figuras reconocidas, ellos fueron: Valeria Lynch, Julia Zenko, Marcela Morelo, Los Nocheros, Soledad Pastorutti, La Mona Jiménez, Cristian Castro, Enrique Iglesias, Celia Cruz (†),  César "Banana" Pueyrredón, Emanuel Ortega, Rubén Rada, Emilio Disi (†), Martiniano Molina, Gustavo López, el grupo Bajo Palabra,  el grupo Estopa, la Memphis la Blusera, La Mosca Tsé-Tsé, Los Auténticos Decadentes, las Azúcar Moreno, Isabel Sarli (†), Facundo Arana, Soledad Silveyra, Catherine Fulop, Susana Giménez, Hugo Arana (†), Diego Gustavo Díaz, Guillermina Valdés, Leonardo Montero, Sebastián Francini y Nadia di Cello, ambos del elenco de Chiquititas hasta entonces, Gianella Neyra, Roberto Pettinato, Rodolfo Samsó, Iván de Pineda y Natalia Oreiro en la primera temporada. En la segunda temporada colaboraron Jairo, Gladys, la bomba Tucumana, Pocho La Pantera (†), Ricky Maravilla, Paz Martínez, Sergio Denis (†), Patricia Sosa, Raúl Lavié, Piero, Néstor Fabián, Darío Lopilato, Dady Brieva, Enrique Pinti (†), Gino Renni (†), Adrián Suar, Eduardo Calvo, Jorge Jacobson (†), Teté Coustarot, Roberto Giordano, Pipo Cipolatti, Donald, Ráfaga, los Pibes Chorros, el grupo Commanche, los Axé Bahía, Pancho Dotto, el grupo Safari, Ignacio Copani, el elenco de La familia Benvenuto, el Coro Kennedy, Nicole Neumann, Carolina Papaleo, Jorge Rodrigo Barrios, Rubén Mattos, Natalia Fava (Gran Hermano), Lalo Fransen, Mónica Ayos, Caramelito Carrizo, Gabriel Corrado, Laura Fidalgo (bailarina), Darío Volonté, Guillermo Fernández, Carlos Kaspar, Federico Klemm (†), Pablo Echarri, Fabián Gianola, Alejandra Gavilanes, Juan Alberto Badía (†), Éber Ludueña, Héctor Enrique, Sergio Goycochea, Maximiliano Estévez, José Chatruc, Gustavo Barros Schelotto, Betiana Blum y Osvaldo Laport.

## Elenco principal

### En las dos temporadas
- Guillermo Francella
- Gabriel Goity
- René Bertrand
- Florencia Peña

### Solo en la primera temporada
- Florencia Raggi
- Julieta Prandi
- Guillermina Valdés
- Mariana Briski
- Roberto Carnaghi
- Alberto Fernández de Rosa
- Silvina Bosco
- Daniela Fridman
- Juan Pablo Baillinou
- Carmen Vallejo
- Toti Ciliberto
- Ana Paula Dutil
- Daniela Cardone

### Solo en la segunda temporada
- Cecilia Milone (aparece también en un capítulo de la 1.ª temporada)
- Andrea Frigerio (aparece también en un capítulo de la 1.ª temporada)
- Manuel Wirzt
- Luciana Salazar
- Claudia Albertario
- Pamela David
- Silvina Luna
- Diego Topa
- Sofía Zámolo

## Legado
El programa sigue siendo recordado por el gran público y sigue midiendo bien en rating cuando se lo repite por Telefe. Además, el programa sirvió de base a Francella para presentar muchos de los gestos y frases que luego utilizaría en su siguiente personaje popular, José «Pepe» Argento, en la serie Casados con hijos.

## Ficha técnica
- Autores: Ricardo Talesnik - Ismael Hasse - Sergio Vainman - Daniel Dátola - Oscar Tabernise - Marcelo Olmedo - Fernando Schmidt - Mariano Berterreix
- Colaboración creativa: Horacio Erman
- Dirección coreográfica: Daniel Fernández
- Dirección actoral: Alberto Fernández de Rosa
- Producción artística: Guillermo Francella
- Asesora de vestuario: Marta Fernández
- Iluminación: Mario Contreras
- Escenografía: Roberto Domínguez
- Sonido y musicalización: Rubén Perreta
- Asistente de dirección: Marcelo Paz
- Productor: Mariano Berterreix
- Productor ejecutivo: Ángel Mele
- Director: Víctor Stella